# Motivo cubano
Motivo cubano je četvrti album sastava Cubismo. Sniman je u studijima Egrem na Kubi i J.M. Sound Studio u Zagrebu u Hrvatskoj. Izdavač je Aquarius Records godine. Izdan je na CD-u 2000. godine.  

## Popis pjesama
| Br. | Skladba           | Trajanje |
| --- | ----------------- | -------- |
| 1.  | »Ay mi Cuba«      | 4:35     |
| 2.  | »Rumba para ella« | 4:57     |
| 3.  | »Témpera«         | 4:44     |
| 4.  | »Lágrimas Negras« | 4:35     |
| 5.  | »Cacique's mambo« | 4:47     |
| 6.  | »Bilongo«         | 4:33     |
| 7.  | »Chan chan«       | 4:43     |
| 8.  | »Sixtus«          | 6:17     |
| 9.  | »Químbara«        | 4:31     |
| 10. | »Comprensíon«     | 4:40     |
| 11. | »Days In Havana«  | 7:20     |
| 12. | »Tempera«         | 4:44     |

## Izvođači
Za Cubismo su svirali:
- Hrvoje Rupčić - konge, udaraljke
- Ricardo Luque - vokal
- Mario Igrec - gitara, električna gitara
- Nenad Grahovac - trombon
- Zlatan Došlić - klavir, električni piano
- Krešimir Tomec - bas-gitara
- Zdravko Tabain - timbalesi
- Mladen Hrvoje Ilić - bongosi, udaraljke
- Davor Križić - trompeta, krilnica

Na albumu su gostovali Gibonni i slavni kubanski glazbenici iz Buena Vista Social Cluba i Afro-Cuban All Stars: Juan de Marcos Gonzalez, Teresa Garcia Caturla, Manuel Puntilita Licea, Amadito Valdes i Jose Manuel Ceruto. Producirao ga je Nelson Hernández.